# Александър Соколов
 Тази статия е за футболиста.  За революционера от ВМОРО вижте Александър Соколов (ВМОРО).  
Александър Василев Соколов е български футболист на Литекс (Ловеч). През сезон 2009-10 играе като преотстъпен на Бдин (Видин). Универсален защитник, може да играе еднакво добре както в центъра на защитата, така и на левия фланг, но титулярната му позиция е десен краен защитник. Силният му крак е десният. Започва да тренира футбол през 1998 в школата на Бдин (Видин) при треньора Петър Мирчев. През 2005 г. отива на проби в ДЮШ на ЦСКА при които остава за един сезон. Още същата година с детската формация на „червените“, водена от треньора Методи Георгиев печели Купата на БФС. В края на сезона разочарован че не играе редовно се връща във Видин. През 2007 отива на проби в Академия Литекс на които е одобрен. Първият му наставник в академията е Евгени Колев, а в зависимост от различните възрастови формации треньори още са му били специалисти като Николай Димитров-Джайч и Петко Петков в дублиращия отбор на Литекс. Официалният му дебют за мъжете е на 13 юни 2009 в последния 30-кръг на А футболна група, когато „оранжевите“ побеждават като гости Спартак (Варна) с 4:0. В края на сезона „оранжевите“ му предлагат първи професионален договор, но неизчистени финансови претенции от ДЮШ на ЦСКА са пречка за това. Невъзможността Сашо да играе за първия състав принуждава ръководството на Литекс да го прати под наем за един сезон в родния Бдин (Видин).

## Национален отбор
Получава първата си повиквателна за юношеския Национален отбор с треньор Красимир Борисов през 2007 г. Има записани две срещи срещу Гърция в Солун и Гоце Делчев.

## Успехи
- Купа на БФС с деца, родени през 1990 г. – 2007

## Семейство
Любовта към спорта наследява от баща си Васил Соколов който е двукратен световен шампион по самбо в категория до 74 кг на първенствата в Милано - 1987 и Ийст Хановер, Ню Джърси - 1989 и европейски от първенството в Хърн Бей, Англия през 1989 г. Старши треньор на Националния отбор на България за мъже и жени по самбо.